# Francisco Marín Castán
Francisco Marín Castán (Segovia, 10 de noviembre de 1952) es un jurista español, magistrado del Tribunal Supremo y presidente de la Sala Primera del Tribunal Supremo. Como el magistrado de mayor antigüedad en su momento, llegó a ser presidente y vicepresidente  del Tribunal Supremo, ejerciendo ambos cargos de manera interina.

## Biografía
Miembro de una familia de juristas, obtuvo su plaza de juez en 1977 y se casó en 1978. 
Es también el actual Presidente de la Sala Primera de lo Civil del Tribunal Supremo y también Magistrado del Tribunal Supremo desde febrero del año 2000. Ingresó en la Carrera Judicial en 1977 con el número uno de su promoción y fue juez de Primera Instancia e Instrucción en La Roda (Albacete) y San Roque (Cádiz), magistrado-juez de Instrucción en San Sebastián, magistrado de las Audiencias Provinciales de Huelva y de Madrid y magistrado del Gabinete Técnico del Tribunal Supremo antes de convertirse en magistrado del alto tribunal. Autor de numerosas publicaciones de Derecho Civil y Procesal, es académico correspondiente de la Real Academia de Jurisprudencia y Legislación. Es miembro de la Asociación Francisco de Vitoria.
En junio de 2020, tras la jubilación del magistrado y vicepresidente en funciones del Tribunal Supremo, Jesús Gullón Rodríguez, Marín Castán asumió este último cargo. En octubre de 2022, tras la dimisión del presidente Carlos Lesmes, se convirtió en presidente en funciones del Tribunal Supremo, cargo que ya había ocupado su tío-bisabuelo, José Castán Tobeñas. Cesó el 4 de septiembre de 2024, tras la asunción de la nueva titular, María Isabel Perelló Doménech.
Se jubiló el 10 de noviembre de 2024, tras alcanzar la edad legal de jubilación.